# Ллано (округ, Техас)
Шаблон:StateAbbr_ 30°43′ пн. ш. 98°41′ зх. д. / 30.71° пн. ш. 98.68° зх. д.
Округ  Ллано (англ. Llano County) — округ (графство) у штаті  Техас, США. Ідентифікатор округу 48299.

## Історія
Округ утворений 1856 року.

## Демографія
За даними перепису 2000 року загальне населення округу становило 17044 осіб, зокрема міського населення було 7557, а сільського — 9487. Серед мешканців округу чоловіків було 8278, а жінок — 8766. В окрузі було 7879 домогосподарств, 5363 родин, які мешкали в 11829 будинках. Середній розмір родини становив 2,56.
Віковий розподіл населення поданий у таблиці:
| Стать    | До 15 років | 15-21 | 22-29 | 30-39 | 40-49 | 50-65 | 65-85 | Понад 85 |
| -------- | ----------- | ----- | ----- | ----- | ----- | ----- | ----- | -------- |
| Чоловіки | 1168        | 506   | 430   | 781   | 1053  | 1912  | 2244  | 184      |
| Жінки    | 1050        | 460   | 410   | 746   | 1126  | 2177  | 2398  | 399      |

## Суміжні округи
- Сан-Саба — північ
- Бернет — схід
- Бланко — південний схід
- Гіллеспі — південь
- Мейсон — захід

## Виноски
1. ↑  U.S. Decennial Census. United States Census Bureau. Архів оригіналу за 12 травня 2015. Процитовано 3 травня 2015.
2. ↑  Texas Almanac: Population History of Counties from 1850–2010 (PDF). Texas Almanac. Архів оригіналу (PDF) за 26 лютого 2015. Процитовано 3 травня 2015.
3. ↑  State & County QuickFacts. United States Census Bureau. Архів оригіналу за 13 серпня 2011. Процитовано 19 грудня 2013.(англ.) Наведено за англійською вікіпедією.
4. ↑  American FactFinder. Бюро перепису населення США. Архів оригіналу за 26 лютого 2012. Процитовано 31 січня 2008.

| США | Це незавершена стаття з географії США. Ви можете допомогти проєкту, виправивши або дописавши її. |